# Kanadas flagga

Royal Union Flag var Kanadas formella nationsflagga fram till 1965

Flaggan för Royal Military College of Canada, vars rödvita bakgrund stod som förebild för nationsflaggan från 1965.

Kanadas flagga är röd med en vit kvadrat i mitten som innehåller ett stiliserat elvauddigt lönnlöv. I Kanada kallas flaggan Maple Leaf Flag eller National Flag på engelska respektive l'Unifolié på franska.

## Bakgrund
Under en lång tid i Kanadas historia hade man i brist på en egen officiell nationsflagga använt den brittiska Red Ensign, med det kanadensiska statsvapnet till höger. Debatten om huruvida man skulle byta flagga och i så fall hur den nya skulle se ut pågick under flera årtionden under 1900-talet. I samband med Suezkrisen, där Kanada inte kunde delta i fredsbevarande insatser på grund av Union Jack, beslutade parlamentet 22 oktober 1964 att införa den nuvarande flaggan som hade designats av George Stanley. Drottning Elizabeth II antog flaggan officiellt den 15 februari 1965.
Den röda och vita färgen är hämtade från den brittiska unionsflaggan (Union Jack). Färgerna sägs även representera de soldater som stupade under första världskriget (rött) och det snötäckta landskapet i norra Kanada (vitt). Färgerna är Kanadas nationalfärger sedan 1921, då de antogs av kung Georg V på rekommendation av den kanadensiska regeringen. Lönnlövet ingår även i statsvapnet och har varit en kanadensisk symbol sedan mitten av 1800-talet.

## Historiska flaggor i Kanada

Frankrikes flagga vid tiden för Jacques Cartier  (1534–1604)
Handelsflagga använd av Samuel de Champlain (1604–1663)
Nya Frankrikes flagga (1663–1763)
Storbritanniens flagga (1763–1800)
Storbritanniens flagga (1801–1868)
Kanadas flagga de facto (1868–1921)
Kanadas flagga de facto (1921–1957)
Kanadas flagga de facto (1957-1965)

## Provinsernas och territoriernas flaggor
Var och en av Kanadas tio provinser och tre territorier har en egen flagga.

Alberta
British Columbia
Manitoba
New Brunswick
Newfoundland och Labrador
Northwest Territories
Nova Scotia
Nunavut
Ontario
Prince Edward Island
Québec
Saskatchewan
Yukon